# 追説追泯
追説追泯（ついせつついみん）とは、仏教において、天台宗や日蓮宗などの法華一乗の立場から、『涅槃経』を指した語をいう。意味は、一度終った説法をさらに立ち戻って説いて、またさらに融泯（ゆうみん）すること。天台大師智顗が判じた。
「追説」とは、『法華経』の会座にいなかった（漏れて覚れなかった）人たちのために、華厳・阿含・方等・般若の小大乗の方便の教えを、『法華経』の意義を含みつつも、さらにもう一度方便の教えを説くことをいう。「追泯」とは、『涅槃経』は『法華経』を説いた後なので、ただ方便教を説いただけではなく、『法華経』の意義をもって真実の仏性常住を説いた。これは追って説いたものを、また追ってその大小乗の教えや方便と真実という差別を泯（ほろぼ）すことをいう。

## 法華一乗の涅槃経解釈
天台宗における教学では、釈迦一代の教説（経典）を、「蔵・通・別・円」と「化法の四教」に分ける。蔵・通・別の前三教は、すでに『法華経』までの経典で説いた、そして『法華経』で円教を開会（かいえ）し説き終ったとする。しかし、なお機根の熟していない（あるいは低い）衆生の為に、さらにこれらの四教を『涅槃経』で説いたとする。したがって『涅槃経』は『法華経』で既に述べた教説を機根の低い衆生に重ねて説いただけにすぎない、とされる。
また、『法華文句』には、
と、『涅槃経』にある「秋収冬蔵」の経文を引き合いに出し、『涅槃経』の円常（円満なる常住の教説）を『法華経』に摂した。
涅槃宗は当初これらの智顗説に反論を呈したが、智顗の聡明なる智慧と実践力のもとに涅槃宗は次第に反論する機会を失い、天台宗に併合されることになったといわれる。
これは、日蓮も『報恩抄』において、次のように述べている。

## 『涅槃経』優位における解釈
上記の解釈に対し、『涅槃経』優位における解釈では、「秋収冬蔵」の典拠はその通りであるが、恣意的に前の文脈を省略しており、そのためにまったく逆の解釈がなされている、とする。
『涅槃経』巻9如来性品の経文の前文を省略せず述べると、次のとおりである。
したがって、『涅槃経』優位説の立場では、この経文はあくまでも『涅槃経』の利益を説いたものであり、「秋収冬蔵」というのは、『法華経』で声聞衆が記別を受けて大果実を得たように、この『涅槃経』の教えを修学すれば、「更に所作なきが如し（あとは何もすることがないのと同じである）」と説いている。したがって『涅槃経』を修学しなければやり残したものがある、というのが、解釈を加えない経文そのものの真の意味である、と反論している。
また、もし『法華経』が最高の教えならば、機根の低い衆生を『涅槃経』に譲らなければならなかったのか、一切の衆生を済度する教えを一乗や円教と呼ぶのなら、機根の高低など関係なくすべてを済度するのが本当ではないか、と指摘している。
さらに、この秋収冬蔵の譬喩説は、同じ涅槃経でも南本と北本のみにしかない。法顕・六巻本には、
とあるように、法顕が翻訳した六巻本には、「法華経の中で八千の声聞が記別を得た」との記述はあるものの、曇無讖が翻訳した北本及び、六巻本と北本を校合訂正した南本には「大果実を収めて秋収め冬蔵めて更に所作なきが如し」との文言は見当たらない。したがって、六巻本においてもこの箇所は涅槃経の優位性を主張するための記述で、法華経での声聞記別は単にそのための引証でしかなかったことが窺える。
また、智顗が述べたように、『涅槃経』は釈尊が成道してから行ってきた教説の要点を再び説いている。しかしこれは単に同じ事を再説したのではなく、涅槃原理というさらに高い観点から四諦や空性などを再び説いたものであり、『法華経』も行程の中に含まれる、としている。